# Grzegorz Stellak
Grzegorz Stellak (polonès: Grzegorz Józef Stellak)  (Płock, 11 de març de 1951 - Płock, 17 de novembre de 2023) va ser un remer polonès que va competir durant la dècada del 1970.
Durant la seva carrera esportiva va prendre part en tres edicions dels Jocs Olímpics d'Estiu. El 1972, a Múnic, fou sisè en la prova del vuit amb timoner del programa de rem. El 1976, a Mont-real, fou sisè en la prova del dos amb timoner. El 1980, a Moscou, disputà dues proves del programa de rem. Guanyà la medalla de bronze en la prova del quatre amb timoner, formant equip amb Adam Tomasiak, Grzegorz Nowak, Ryszard Stadniuk i Ryszard Kubiak, mentre en el vuit amb timoner fou novè.
En el seu palmarès també destaca una medalla de plata al Campionat del Món de rem de 1975, i cinc campionats nacionals en diverses distàncies.